# Solin

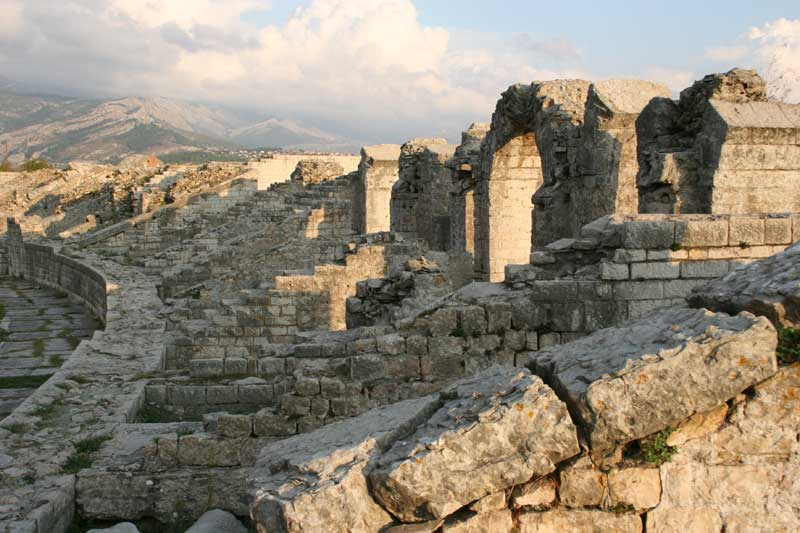
Amfiteatr w Solinie

Solin (łac. Salona) – miasto w Chorwacji, w żupanii splicko-dalmatyńskiej, siedziba miasta Solin. Położony jest w Dalmacji, 8 km na północny wschód od Splitu. Przepływa przez niego rzeka Jadro. W 2011 roku liczył 20 212 mieszkańców.

## Historia
Solin powstał na miejscu starożytnego miasta Salonae (nazwa pochodzi od wydobywanej w okolicy tego miast soli (po łacinie – sal)), które było stolicą rzymskiej prowincji Dalmacja. W I wieku Rzymianie zbudowali w mieście amfiteatr, teatry, świątynie, łaźnie i forum. Salonae było w tym czasie najbogatszym i najludniejszym miastem środkowego wybrzeża Adriatyku. Około roku 240 urodził się tu późniejszy cesarz rzymski Dioklecjan.
Około 614 roku miasto zostało zniszczone poprzez Awarów i Słowian, którzy następnie osiedlili się w nim. Wówczas rdzenni mieszkańcy schronili się w pałacu Dioklecjana.
W średniowieczu był częścią chorwackiego terytorium oraz odgrywał ważną rolę w średniowiecznym Królestwie Chorwacji.
W XX wieku industrializacja sąsiedniego Splitu spowodowała, że Solin stał się jego przedmieściami. Obecnie jest częścią konurbacji splickiej. Administracyjnie stanowi jednak oddzielne miasto. W ostatnich latach z powodu kilku ciekawych odkryć archeologicznych jego znaczenie jako atrakcji turystycznej wzrosło. Jedną z wizytówek miasta stanowi charakterystyczny brzeg rzeki Jadro.